# Candelariai Miasszonyunk-bazilika
A Candelariai Miasszonyunk-bazilika (spanyol: Basílica y Real Santuario Mariano de Nuestra Señora de la Candelaria) a Kanári-szigetek legfőbb katolikus szentélye.

## Jellemzői
A bazilika Candelaria városában, Tenerife szigetén található, 1949 és 1959 között épült. A templomban található a Kanári-szigetek védőszentje, Candelariai Miasszonyunk (Nuestra Señora de la Candelaria) szobra.
A templomot 2011-ben XVI. Benedek pápa „basilica minor” rangra emelte. Spanyolország egyik legnagyobb temploma.

## Fotók

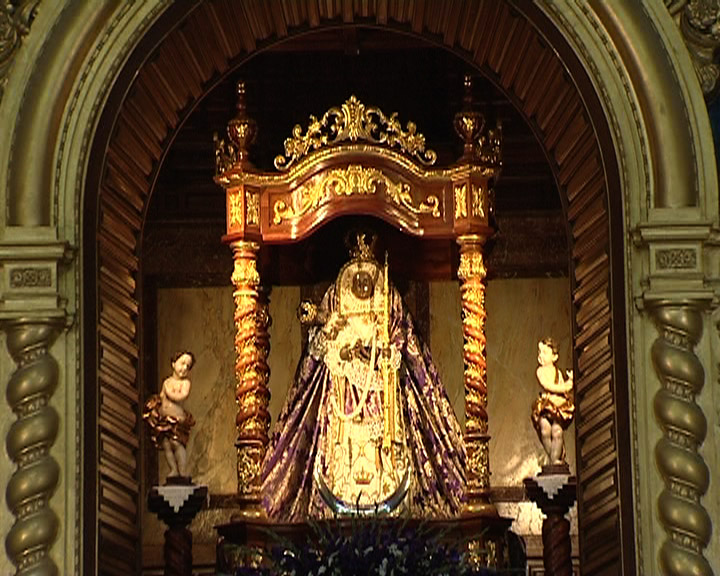
Candelaria Miasszonyunk, a Kanári-szigetek védőszentje
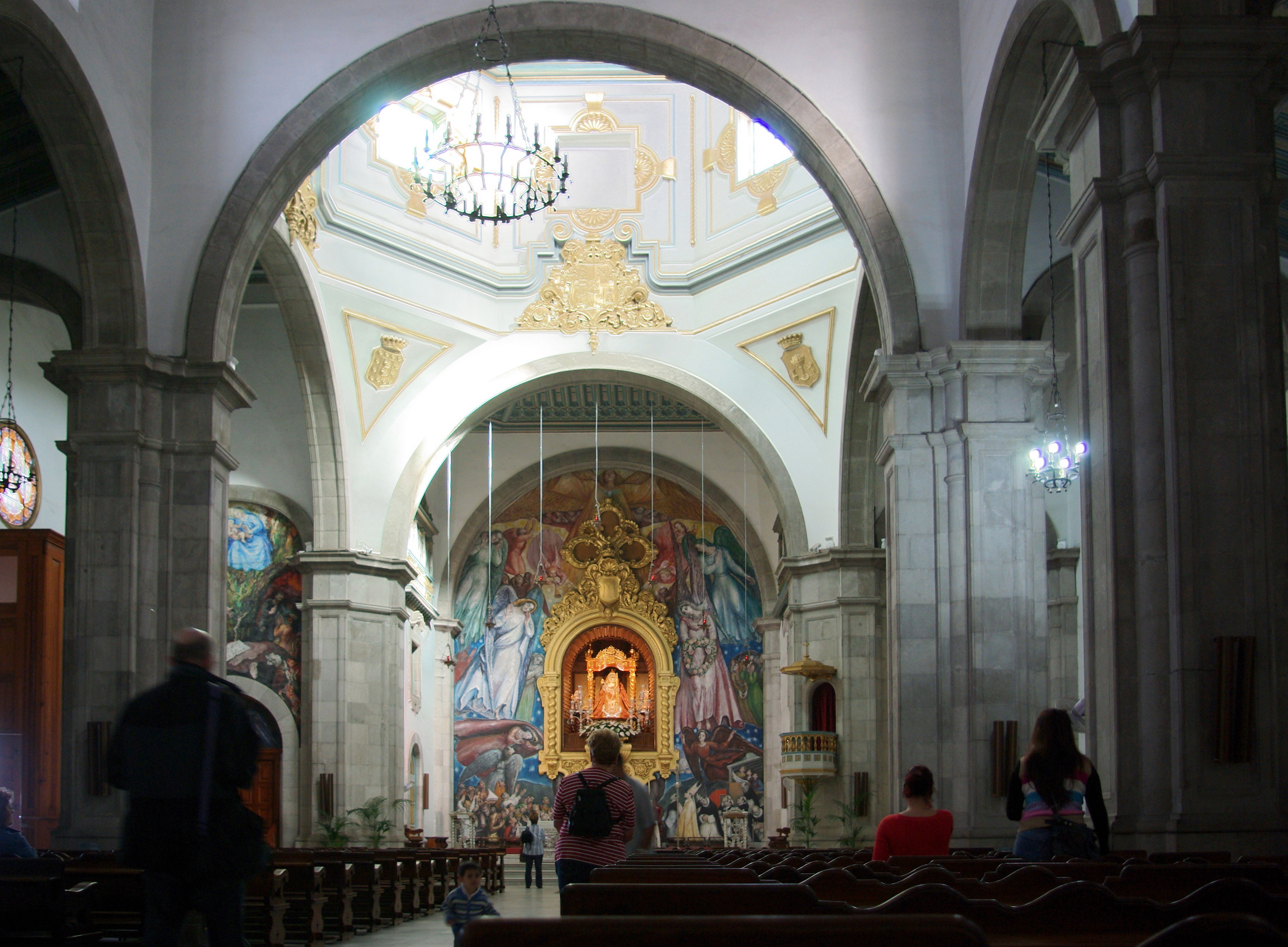
A bazilika belseje
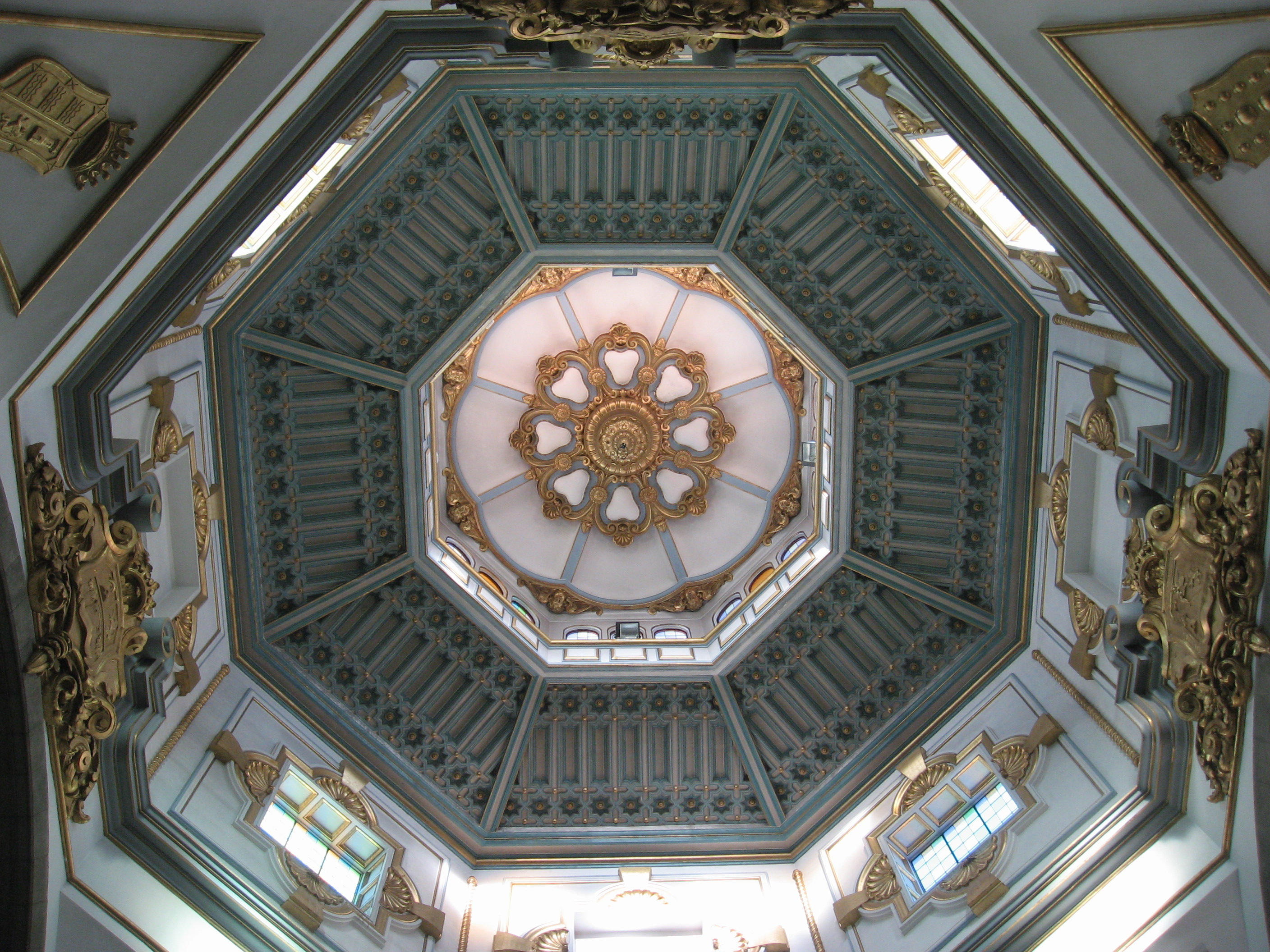
A kupola
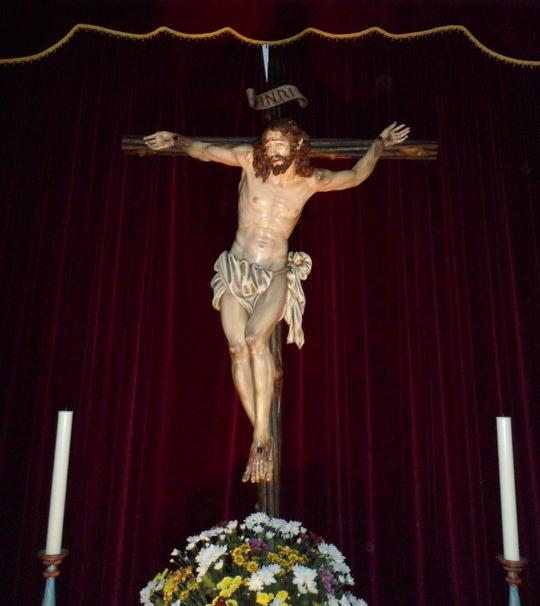
Jézus
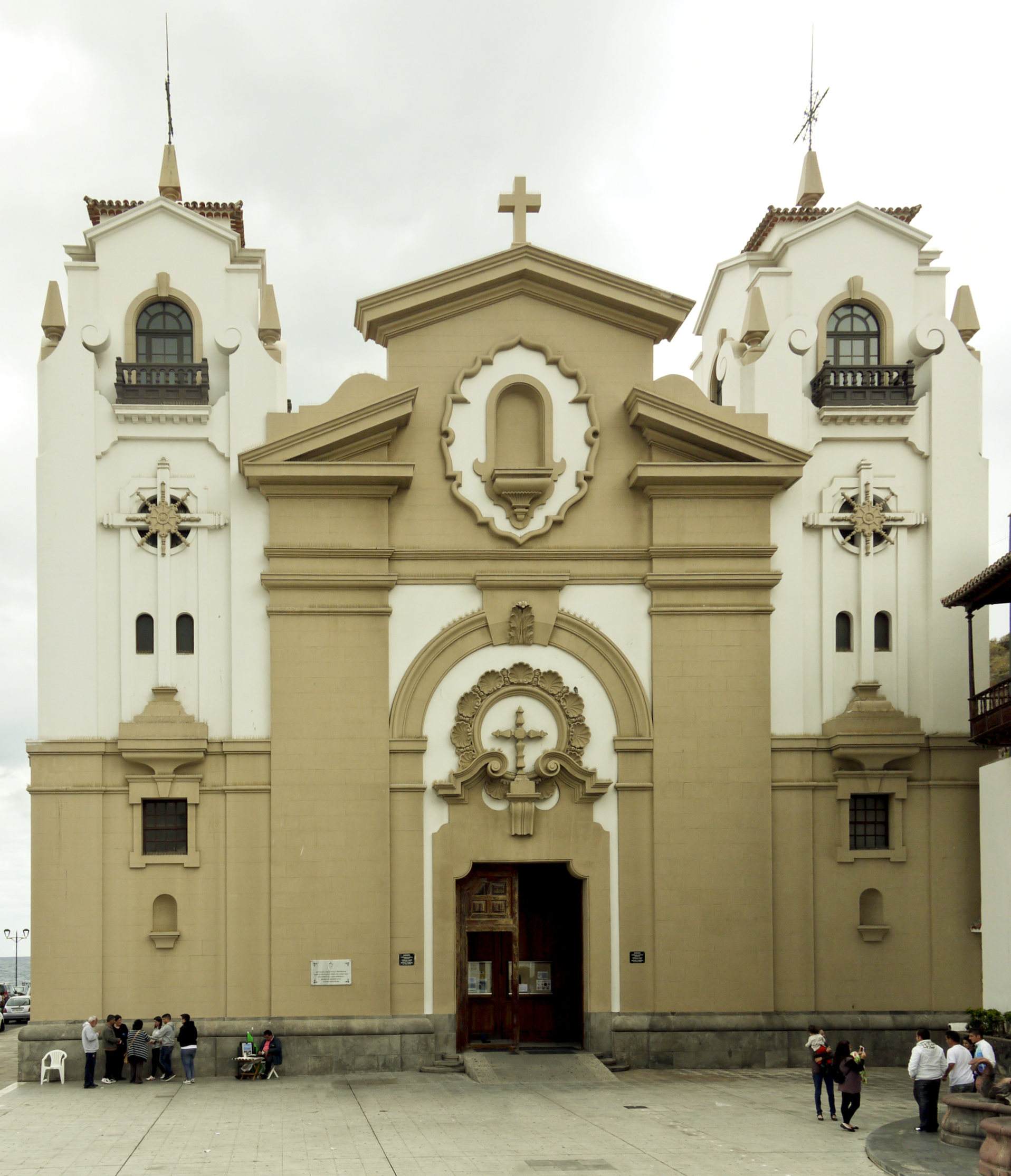
A templom homlokzata
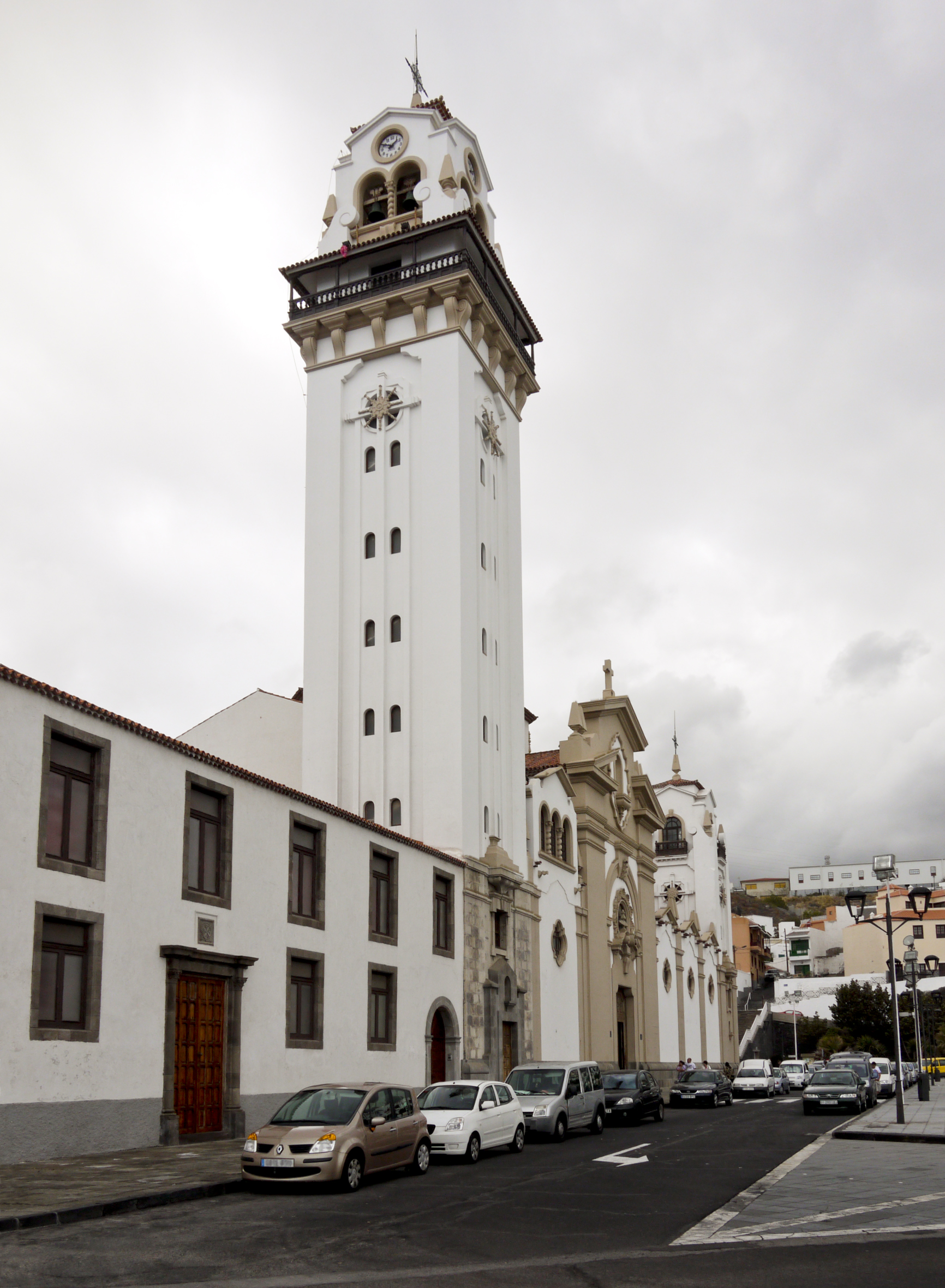
Kolostor a bazilika mellett